# Campanula cashmeriana
Campanula cashmeriana är en klockväxtart som beskrevs av John Forbes Royle. Campanula cashmeriana ingår i släktet blåklockor, och familjen klockväxter. Inga underarter finns listade i Catalogue of Life.
Artens utbredningsområde är från Afghanistan till Himalaya.